# Jigme Palbar Bista
Jigme Dorje Palbar Bista (Lo Manthang, 1930 – Katmandu, 16 dicembre 2016) è stato re del Mustang (tibetano: Lo rGyal-po, nepalese: Mustang Rājā) dal 1964 al 2008. È l'ultimo successore del primo sovrano del Mustang indipendente A-ma-dpal, fondatore della dinastia (1440-1447).

## Biografia

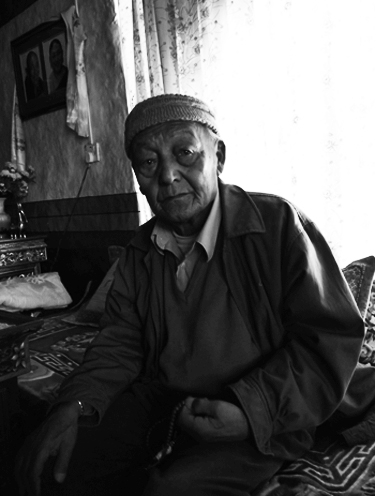
Il rājā Jigme Dorje Palbar Bista

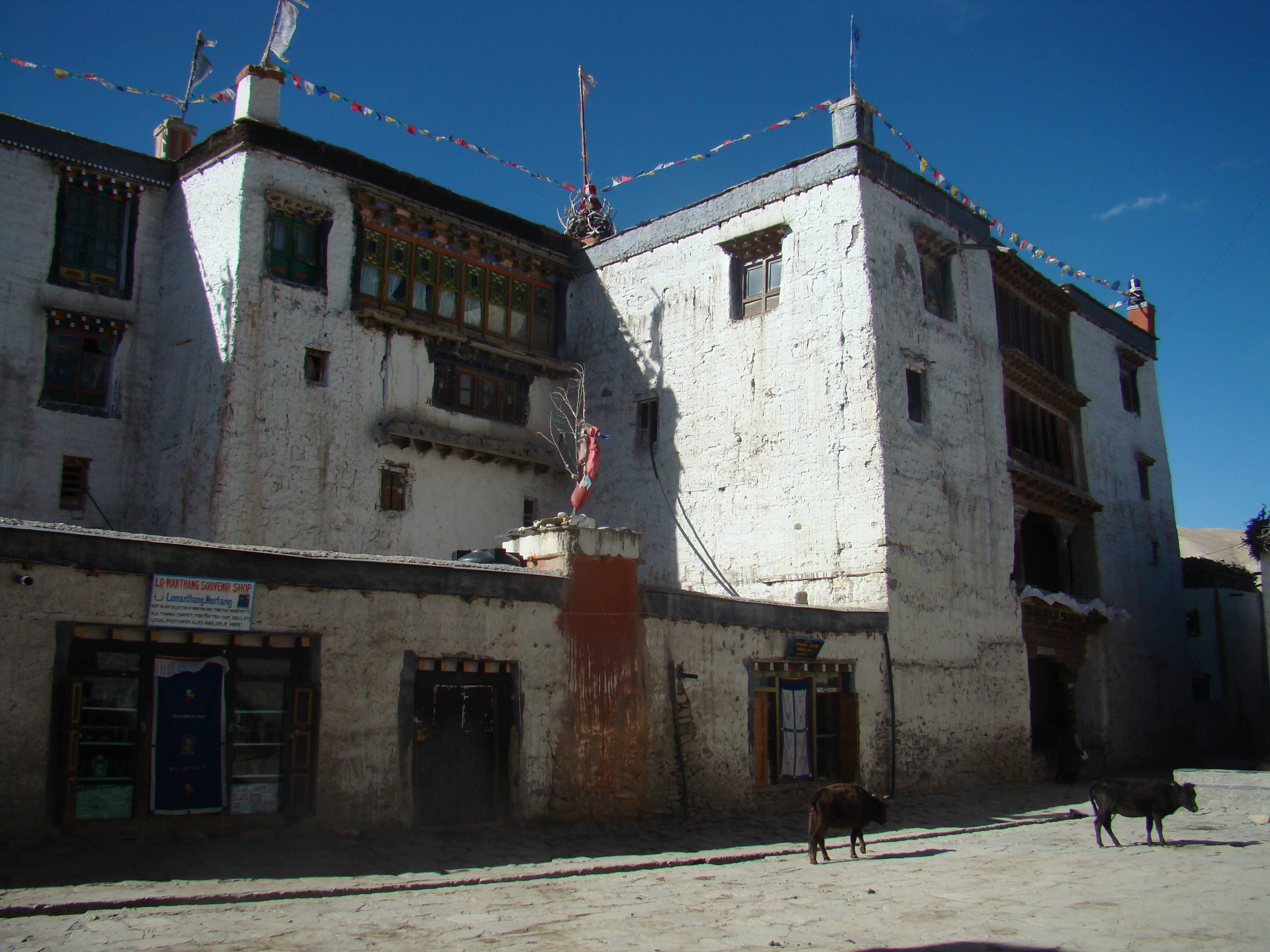
Lo Manthang: il palazzo reale

È nato nel 1930 nel palazzo reale di Lo Manthang, terzogenito del re A-ham bsTan (Angun Tenzing Trandul). Questi salì al trono due volte: dal 1935 al 1955 (quando abdicò in favore del primo erede A-ham dBang, deceduto precocemente cinque anni dopo) e dal 1960 al 1964 (allorché gli succedette il trentacinquenne Jigme. Il secondo figlio, Ngag-dbang (morto nel 2000) era monaco, ma fu il padre di Jigme Singhe, ultimo della dinastia e attuale pretendente.
Ha compiuto gli studi privatamente a Shigatse nel Tibet, dove conobbe la futura consorte, e, nel 1959, è stato riconosciuto come rGyal-chung (principe ereditario).
Nel 1964, alla morte del padre, ha assunto la carica di Lo rGyal-po, re del regno del Mustang, venendo insignito nella medesima occasione del titolo di luogotenente colonnello dell'esercito nepalese.
Nel 1950 ha sposato a Shigatse Rani Sahiba Sidol Palbar Bista, una nobildonna tibetana di stirpe nobile, di Shigatse. Avendo avuto un solo erede, Angun, morto all'età di otto anni, aveva adottato come successore il nipote Zingme Singhe Palbar Bista (nato nel 1957), figlio del fratello maggiore monaco, Ngag-dbang 'Jigs-med thub-bstan rgya-mtsho.
Il 7 ottobre 2008 il governo repubblicano nepalese, dopo aver abbattuto il regime monarchico del sovrano Gyanendra del Nepal, ha deciso di abolire la carica di re del Mustang. Jigme, tuttavia, ha conservato privatamente il suo rango ed era ricercato e amatissimo dagli ex sudditi. Riceveva amabilmente le visite dei turisti che si avventuravano fino alla remota Lo Manthang e si dedicava alla conservazione delle tradizioni culturali del Mustang, mentre il nipote risiedeva soprattutto a Katmandu.

## Albero genealogico
|                                          |   |                     | Genitori |  |  | Nonni |  |  | Bisnonni                                     |  |  | Trisnonni                   |  |
|                                          |   |                     |          |  |  |       |  |  | Sa-dbang dBang-rgyal-nor-bu, lama di Tsarang |  |  | Kunga Norbu, re del Mustang |  |
|                                          |   |                     |          |  |  |       |  |  | Sa-dbang dBang-rgyal-nor-bu, lama di Tsarang |  |  | Kunga Norbu, re del Mustang |  |
|                                          |   | bKra-shis bu-khrid  |          |  |  |       |  |  | Sa-dbang dBang-rgyal-nor-bu, lama di Tsarang |  |  |                             |  |
| Jamyang Pelbar, re del Mustang           |   |                     |          |  |  |       |  |  | Sa-dbang dBang-rgyal-nor-bu, lama di Tsarang |  |  |                             |  |
|                                          |   | Tshe-mchog sGrol-ma | …        |  |  |       |  |  |                                              |  |  |                             |  |
|                                          |   | Tshe-mchog sGrol-ma | …        |  |  |       |  |  |                                              |  |  |                             |  |
|                                          |   | Tshe-mchog sGrol-ma | …        |  |  |       |  |  |                                              |  |  |                             |  |
| Angun Tenzing Trandul, re del Mustang    |   | Tshe-mchog sGrol-ma |          |  |  |       |  |  |                                              |  |  |                             |  |
|                                          |   | …                   | …        |  |  |       |  |  |                                              |  |  |                             |  |
|                                          |   | …                   | …        |  |  |       |  |  |                                              |  |  |                             |  |
|                                          |   | …                   | …        |  |  |       |  |  |                                              |  |  |                             |  |
| …                                        |   | …                   |          |  |  |       |  |  |                                              |  |  |                             |  |
|                                          |   | …                   | …        |  |  |       |  |  |                                              |  |  |                             |  |
|                                          |   | …                   | …        |  |  |       |  |  |                                              |  |  |                             |  |
|                                          |   | …                   | …        |  |  |       |  |  |                                              |  |  |                             |  |
| Jigme Dorje Palbar Bista, re del Mustang |   | …                   |          |  |  |       |  |  |                                              |  |  |                             |  |
|                                          | … | …                   |          |  |  |       |  |  |                                              |  |  |                             |  |
|                                          | … | …                   |          |  |  |       |  |  |                                              |  |  |                             |  |
|                                          | … | …                   |          |  |  |       |  |  |                                              |  |  |                             |  |
| …                                        | … |                     |          |  |  |       |  |  |                                              |  |  |                             |  |
|                                          |   | …                   | …        |  |  |       |  |  |                                              |  |  |                             |  |
|                                          |   | …                   | …        |  |  |       |  |  |                                              |  |  |                             |  |
|                                          |   | …                   | …        |  |  |       |  |  |                                              |  |  |                             |  |
| Kelsang Choeden                          |   | …                   |          |  |  |       |  |  |                                              |  |  |                             |  |
|                                          |   | …                   | …        |  |  |       |  |  |                                              |  |  |                             |  |
|                                          |   | …                   | …        |  |  |       |  |  |                                              |  |  |                             |  |
|                                          |   | …                   | …        |  |  |       |  |  |                                              |  |  |                             |  |
| …                                        |   | …                   |          |  |  |       |  |  |                                              |  |  |                             |  |
|                                          |   | …                   | …        |  |  |       |  |  |                                              |  |  |                             |  |
|                                          |   | …                   | …        |  |  |       |  |  |                                              |  |  |                             |  |
|                                          |   | …                   | …        |  |  |       |  |  |                                              |  |  |                             |  |
|                                          |   | …                   |          |  |  |       |  |  |                                              |  |  |                             |  |